# Nolana galapagensis
Nolana galapagensis är en potatisväxtart som först beskrevs av Erling Christophersen, och fick sitt nu gällande namn av Ivan Murray Johnston. Nolana galapagensis ingår i släktet cymbalblommor, och familjen potatisväxter. Inga underarter finns listade i Catalogue of Life.

## Bildgalleri

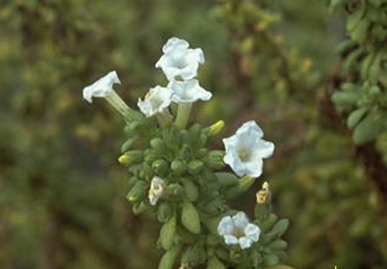